# 저프 디어고 리덜랜드
저프 디어고 리덜랜드(Geoff Diego Litherland, 1979년 ~ )는 멕시코에서 출생한 영국 잉글랜드의 서양화가이다.

## 이력
2002년 3월, 영국 런던에서 서양화가로 첫 등단하였으며 이듬해 2003년 1월, 스페인의 바르셀로나에서 첫 전시회를 가졌다.